# Josef Kloimstein
Josef Kloimstein (ur. 1 listopada 1929 w Rufling, zm. 15 listopada 2012 w Steyregg) – austriacki wioślarz, dwukrotny medalista olimpijski.

## Kariera
Wystąpił na igrzyskach olimpijskich w Melbourne w 1956, gdzie wspólnie z Alfredem Sagederem wywalczył brązowy medal w dwójkach bez sternika. W finale wyprzedziły ich jedynie osady USA i ZSRR. Na tej samej imprezie startował w dwójkach ze sternikiem, jednak Austriacy odpadli w półfinałach. Na rozgrywanych cztery lata później igrzyskach olimpijskich w Rzymie razem z Sagederem zdobył srebro w dwójkach bez sternika. Tym razem na podium rozdzielili reprezentantów ZSRR i Finlandii. Brał też udział w igrzyskach olimpijskich w Tokio w 1964, gdzie zajął ósme miejsce w dwójkach bez sternika. 
W dwójce bez sternika sięgał także po srebro na mistrzostwach Europy w Bledzie (1956) i mistrzostwach Europy w Duisburgu (1957) oraz brąz podczas mistrzostw Europy w Mâcon (1959). Ponadto zdobył brązowy medal w dwójce ze sternikiem na mistrzostwach Europy w Bledzie (1956).